# Orgyia holli
Orgyia holli är en fjärilsart som beskrevs av Charles Oberthür 1916. Orgyia holli ingår i släktet fjädertofsspinnare, och familjen tofsspinnare. Inga underarter finns listade i Catalogue of Life.